# Michel Tarônitès
Michel Tarônitès est un haut fonctionnaire byzantin sous le règne d'Alexis Ier Comnène.
Il est issu des Tarônitai, famille d'origine arménienne installée dans l'empire depuis le Xe siècle. Il est le beau-frère d'Alexis Ier dont il a épousé la sœur Marie. Comblé de faveur par Alexis, il reçoit successivement les dignités de « protosébaste », et « protovestiaire » en 1081, puis « panhypersébaste » (dont il est le premier détenteur) en 1093. Cette faveur auprès du basileus ne l'empêche pas de participer activement au complot de Nicéphore Diogène, avec lequel il est apparenté, en 1094. Il est alors exilé et devient moine sous le nom Eumathios et ne participe pas au synode des Blachernes. Sa femme est devenue nonne après son veuvage sous son nom Marie. Alexis cependant n'en tient pas rigueur à sa famille et son fils Jean Tarônitès (? - 8 avril 1143) poursuit une brillante carrière comme curopalate, sébaste et doux de Skopje en 1092. Peut-être aussi son fils, Grégoire Taronitès, était aussi protovestiarios et panhypersébastos en 1081 et décédé après 1094, et était le père ou l'oncle de Michel Taronitès et d'un autre Jean Taronitès, sébastos, panhypersébastos et éparchos en 1147 (fl. 1116-1147). Un de ces derniers était le père d'Anne Taronitissa, femme de Jean Comnène, duc de Chypre, les parents, parmi d'autres, de Marie Comnène.